# Pensioni tabellari
Le pensioni tabellari sono pensioni privilegiate erogate in Italia dalle Direzioni territoriali dell'economia e delle finanze.
Sono concesse ai militari di truppa ed ai graduati che abbiano contratto un'infermità durante il servizio di leva. Non vengono liquidate in base alla paga percepita, ma sulla base di apposite tabelle stabilite per legge.
Le pensioni privilegiate tabellari sono classificate in otto categorie a seconda delle infermità o lesioni contratte.

## Legislazione
Sono disciplinate dal T.U. delle pensioni n. 70 del 21 febbraio 1895 e successivi.
La più importante riforma si è avuta con l'entrata in vigore del T.U. sulle pensioni ordinarie con D.P.R. 1092/73.
Nel corso degli anni gli importi tabellari sono stati via via aumentati.
Con la legge n. 9/80 si è provveduto ad unificare le tabelle a seguito dell'eliminazione della distinzione per grado rivestito.
Dal 1/1/1979 il conteggio degli arretrati avviene con procedura automatizzata.
Dal 1/1/1989 non vengono più applicate le ritenute assistenziali.

## Assegni accessori sulle pensioni privilegiate tabellari
Oltre agli importi tabellari, vengono erogati ai titolari degli assegni altri importi accessori.

### Indennità di caroviveri
Introdotta dal 1º gennaio 1919 fino a tutto il 31 dicembre 1975, non compete al titolare che presta opera retribuita alle dipendenze dello Stato, Amministrazioni pubbliche ed Enti pubblici.

### Tredicesima
Opera dal 1º gennaio 1953 sulle voci pensioni e caroviveri. La tredicesima mensilità non compete al titolare che presta opera retribuita alle dipendenze dello Stato, Amministrazioni Pubbliche ed Enti Pubblici.

### Indennità integrativa speciale
L'indennità integrativa speciale opera dal 1º luglio 1959. Nel caso di titolare di più pensioni la I.I.S. spetta una sola volta.
Per il pensionato che presta opera lavorativa, l'IIS compete se il pensionato presta opera retribuita alle dipendenze di privati. Non compete al titolare che presta opera retribuita alle dipendenze dello Stato, Amministrazioni Pubbliche ed Enti Pubblici. Dal 1º gennaio 1979 non compete a chi presta opera retribuita salvo che per l'integrazione al minimo INPS, in merito a tale disposizione sono stati fatti ricorsi presso la Corte dei Conti per l'erogazione totale dell I.I.S in considerazione del riconoscimento integrale dell'importo come forma risarcitoria del danno subito, e molte sono state le sentenze favorevoli al destinatario della pensione.

### Assegni accessori su pensioni tabellari privilegiate di 1ª categoria
Ai titolari di trattamento privilegiato di I ctg. spettano gli stessi assegni accessori alle stesse condizioni come per i titolari di pensione di guerra di I ctg.

## Il contenzioso sulle Pensioni Privilegiate Tabellari
Il contenzioso in materia di Pensioni Privilegiate Tabellari riguarda nella quasi totalità dei casi:
1. la mancata corresponsione d'ufficio della IIS in misura intera, in costanza di godimento della stessa indennità integrativa speciale su trattamento ordinario e su trattamento stipendiale per prestazioni d'opera alle dipendenze di terzi pubblici e privati;
2. la mancata corresponsione della 13ª mensilità sul trattamento privilegiato nel periodo in cui il titolare di trattamento pensionistico tabellare ha prestato servizio presso la P.A.
3. il riconoscimento della prescrizione decennale delle somme dovute e non quinquennale.

Rispetto al punto 1, la richiesta della doppia Indennità Integrativa Speciale si basa sulle numerose pronunce delle Sezioni Giurisdizionali della Corte dei Conti.
A fronte di tale richiesta l'amministrazione eccepisce la non applicabilità delle numerose sentenze in quanto la Corte costituzionale, con la sentenza n. 56/89 e n. 204/92 riconosce al legislatore il potere discrezionale di determinare, nei confronti di pensionati che prestano opera retribuita alle dipendenze di terzi, il limite minimo dell'emolumento per l'attività esplicata, al di sotto del quale è dichiarata l'illegittimità costituzionale della sospensione dell'IIS, ovvero di stabilire la misura della retribuzione oltre la quale la IIS non spetti o non sia cumulabile.
In sostanza, in dipendenza della natura risarcitoria della pensione tabellare, il giudice ritiene che l'IIS spettante sul trattamento pensionistico tabellare costituisce "un unicum" per l'identità della natura con il trattamento pensionistico e ne segue, quindi, l'identica sorte.
Tale cumulabilità discende dall'assoluta assenza di prescrizione normativa che abbia recepito i principi suggeriti dalla sentenza della Corte costituzionale.
Per lo stesso motivo che la pensione tabellare costituisce un trattamento pensionistico risarcitorio, il giudice adito di solito sancisce la non applicabilità nei giudizi della specie dell'art. 2 della legge 428/85 che limita a 5 anni la prescrizione per le pensioni o assegni in quanto le pensioni privilegiate hanno natura risarcitoria.
Nei casi in cui la Corte dei Conti riconosce la prescrizione decennale, l'Amministrazione propone sempre ricorso in appello, invocando l'art. 2 – comma 3 – della legge 7/8/4985, n. 428 allorché statuisce che le rate di pensione dovute dallo Stato si prescrivono con il decorso dei cinque anni e che detto articolo si riferisce letteralmente a tutte le pensioni statali ed è valido per ogni componente del trattamento pensionistico e anche per l'IIS e per la tredicesima.
Di conseguenza, tale breve termine, è da applicarsi anche per le pensioni privilegiate tabellari, non rilevando, agli effetti della citata norma, la loro natura indennitaria-risarcitoria.
Spesso, tuttavia, anche in sede di appello, l'amministrazione è soccombente perché trattasi di pensioni aventi natura indennitaria-risarcitoria.
La Corte costituzionale, in materia di IIS e di 13 mensilità, ha emesso nel corso degli anni molte sentenze di incostituzionalità di vari articoli del DPR 1092/73, sentenze che hanno dato origine a numerosi ricorsi.